# نیکو منتل
نیکو منتل (انگلیسی: Nico Mantl؛ زادهٔ ۶ فوریهٔ ۲۰۰۰) بازیکن فوتبال اهل آلمان است.
وی همچنین در تیم ملی فوتبال زیر ۲۱ سال آلمان بازی کرده‌است.